# هانية المفتي
هانية مُفتي ناشطة أردنيّة عاشت حياتها في لندن وعملت بإدارة فرع الشرق الأوسط لمنظّمة هيومن رايتس ووتش.
تمّ تصنيفها كواحدة من بين أكثر 100 امرأة مؤثِّرة في العالم سنة 2005 من قبل مجلة التايم.
عملت سابقاً مع منظمة العفو الدولية، حيث كانت مسؤولة عن التحقيقات في انتهاكات حقوق الإنسان في العراق، وشكّلت الأدلّة التي جمعها فريقها أساساً للاستشهاد بمنظّمة حقوق الإنسان في قضيّة حرب العراق سنة 2003 والإطاحة بصدام حسين.
بين عامي 2007-2008 شغلت منصب رئيسة مكتب الأمم المتّحدة لحقوق الإنسان مع بعثة الأمم المتّحدة لمساعدة العراق.
منذ بدء الحرب، استمرّت هانيا بالتحقيق حول حفظ معايير حقوق الإنسان من قبل القوات في العراق، خلال الاحتلال. كما تقوم بجمع الأدلّة عن محاكمات حكّام العراق السابقين.

## وصلات خارجية
Langewiesche, William (March 2005). "The Accuser". The Atlantic. Retrieved December 27, 2010